# Rommy
Rommy (echte naam: Romke Henstra) (Twijzelerheide, 8 januari 1950 – Leeuwarden, 22 april 2007) was een Friese volkszanger. Hij had de bijnaam de stem van de Wâlden.

## Biografie
Rommy zong al als kleine jongen. Zijn eerste single kwam in 1985 uit. Het was een nummer van Freddy Fender, waarvan hij de tekst in het Nederlands had vertaald. In 1986 tekende hij bij het label De Stille Genieter uit Harkema en met hun samenwerking zijn meer dan 10 cd's verschenen.
Rommy was niet echt een onbekende in het artiestencircuit, hij trad met veel plezier in het land op. Over publiciteit had Rommy niet te klagen. Zijn succes leidde onder andere tot optredens bij Veronica, de VARA (Jack Spijkerman), de NCRV en bij Call TV.
In het begin van zijn carrière zong Rommy in cafés (De heidehoeke)] en andere gelegenheden waar slechts plaats was voor enkele tientallen mensen. Uiteindelijk werd het grote podium de plaats waar Rommy regelmatig optrad en zijn publiek vermaakte.
Rommy verklaarde zijn succes als volgt: "Ik probeer toch wel een boodschap in mijn teksten te brengen zonder direct belerend te zijn. Geen ingewikkelde teksten, maar gewoon rechttoe rechtaan zingen over hetgene waar ik zelf achter sta en waarvan ik weet dat het de mensen aanspreekt".
Een deel van zijn hits zijn vertalingen van buitenlandse nummers, waarbij de teksten vrij vertaald werden naar het Nederlands. Deze vertalingen zijn grotendeels gemaakt door Simon Hulshoff. Deze succesvolle samenwerking begon bij de bekende hit De Trein uit Memphis.
Zijn fans bevinden zich voor het overgrote deel in het noorden van Nederland, maar ook in andere delen van het land zijn fans van Rommy te vinden.
Rommy was supporter van de Leeuwarder voetbalclub SC Cambuur en bracht een clublied uit (Waar ik voor ga).
Rommy overleed op 57-jarige leeftijd aan slokdarmkanker.

## Discografie

### Albums
- Verloren liefde
- Blauwe lucht en zonneschijn
- De levensklok
- Mijn vriend
- Als je zorgen hebt
- De gouden ring
- Rode rozen
- Tango der liefde
- Deze keer
- Avondrood
- Kus me voor de laatste keer
- Drie peseta`s
- Ave Maria
- Zijn Allermooiste Levensliedjes

### Cd Singles
- Zwarte Madona
- Twee sterren
- Slaap m'n prinsje, slaap zacht
- Niemand dwingt mij
- En steeds weer huil je
- Deze keer
- Cambuur Leeuwarden
- Ave Maria
- As de ljip yn 't lân is

### Singles
- Achter de Horizon
- Twee sterren
- Dromen kan niemand verbieden
- Mooie moeders, mooie dochters (als Rommy & Tjeerd)
- En steeds weer huil je
- De gouden ring
- Deze keer
- Slaap m’n prinsesje, slaap zacht
- Zwarte Madonna
- Niemand dwingt mij
- Waar ik voor ga (Cambuur)
- Ave Maria
- Sandy
- Mienekes de orgelman

### DVD's
- Rommy & De Stille Genieter (2004)
- De Stille Genieter Draait Rommy (2020)

## Hitlijsten

### Albums
| Album met eventuele hitnotering(en) in de Nederlandse Album Top 100 | Datum van verschijnen | Datum van binnenkomst | Hoogste positie | Aantal weken | Opmerkingen |
| ------------------------------------------------------------------- | --------------------- | --------------------- | --------------- | ------------ | ----------- |
| Ave Maria                                                           |                       | 05-09-2009            | 55              | 6            |             |